# Fridericia connata
Fridericia connata är en ringmaskart som beskrevs av Bretscher 1902. Fridericia connata ingår i släktet Fridericia, och familjen småringmaskar. Arten är reproducerande i Sverige.